# Berryteuthis magister
Berryteuthis magister là một loài mực cỡ trung bình trong họ Gonatidae. Loài này được tìm thấy tại vùng biển lạnh vĩ độ cao của Bắc Thái Bình Dương, nơi nó là một trong số các loài mực được ghi nhận nhiều nhất.
Có ba phân loài được công nhận của B. magister. Vị trí điển hình của cả ba phân loài là Nhật Bản, mặc dù mẫu vật đã được ghi nhận xa về phía đông tới quần đảo Aleutia.

## Hình ảnh

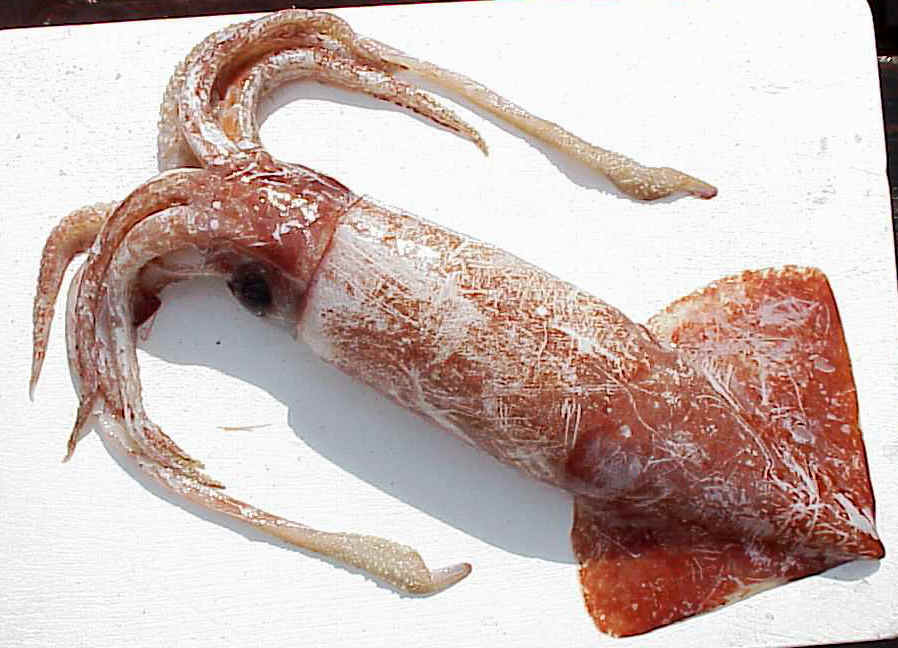
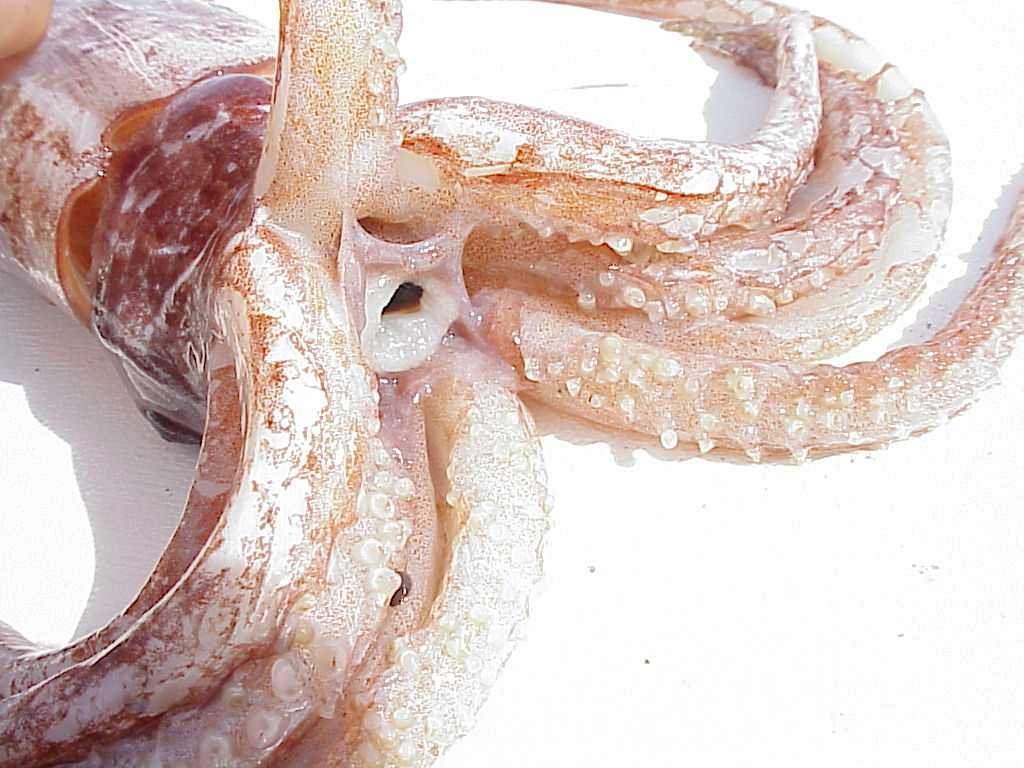
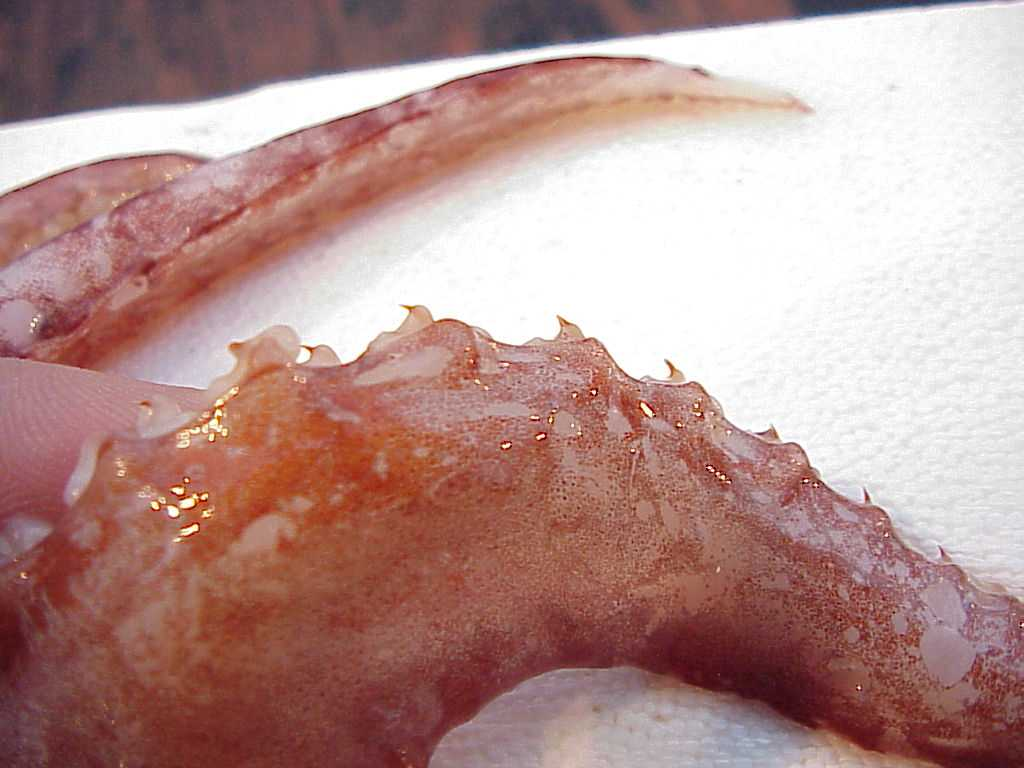
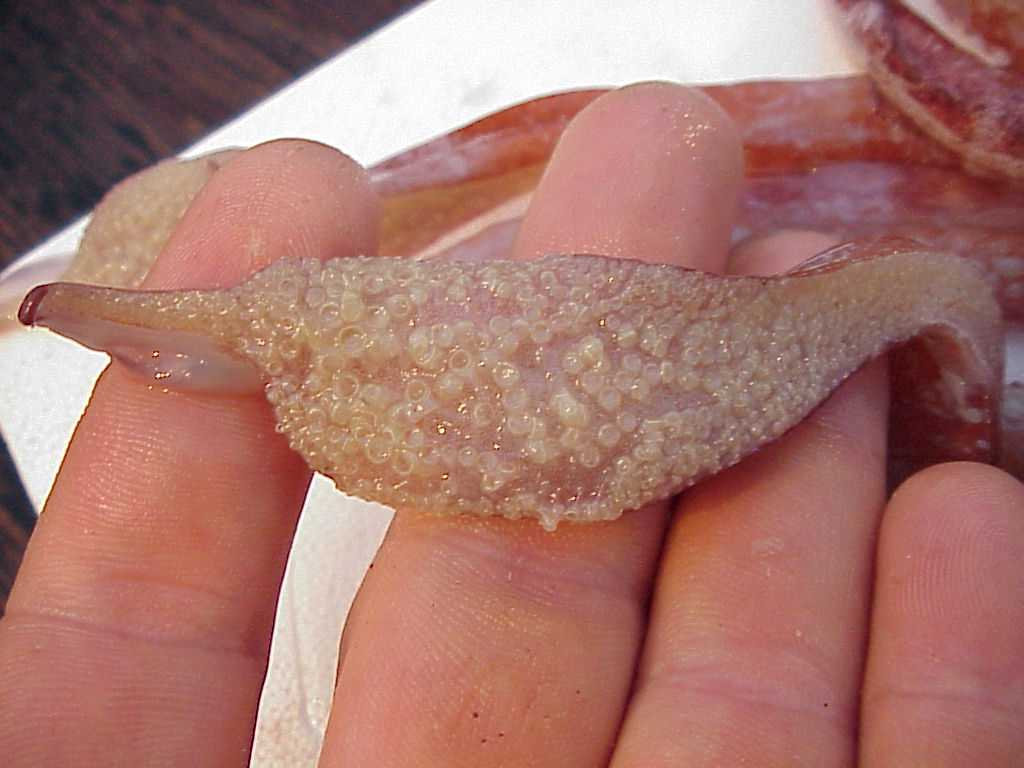
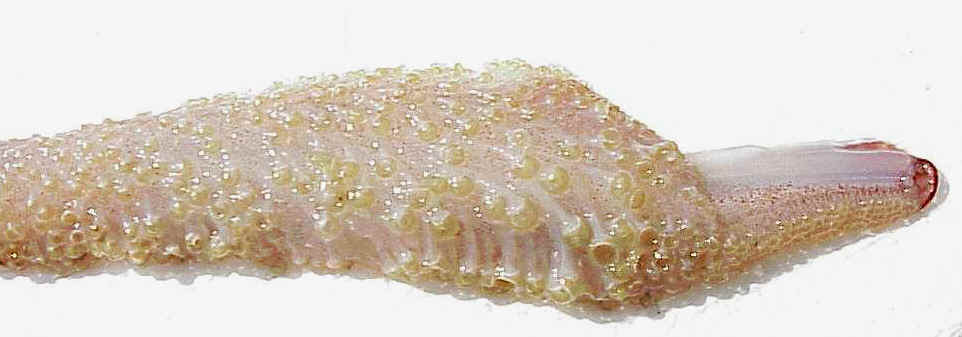